# Siewierszczyzna

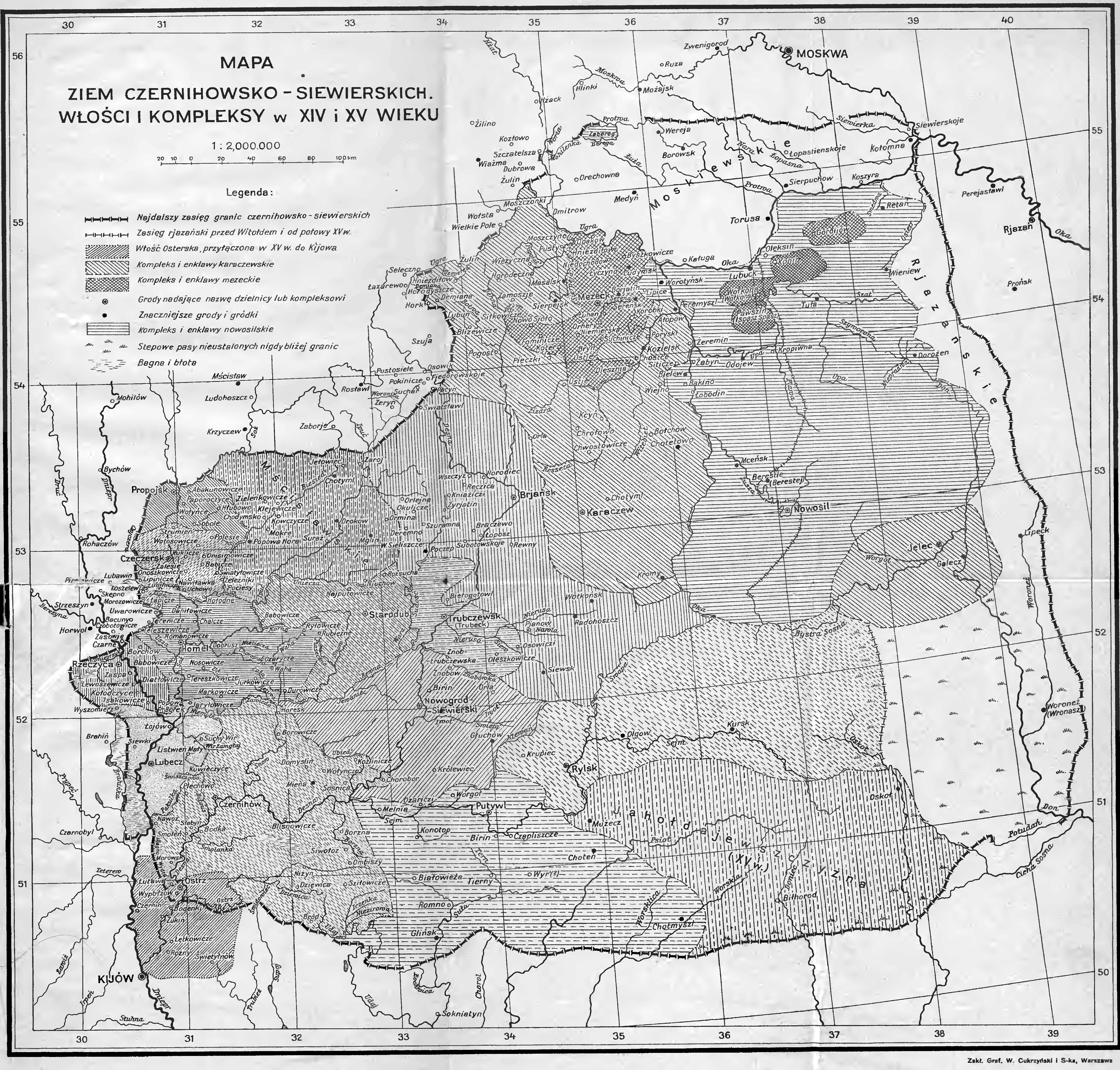
Ziemie czernihowsko-siewierskie w XV wieku

Siewierszczyzna (ziemie siewierskie) (ros. Северщина, ukr. Сіверщина) – ziemie wokół Nowogrodu Siewierskiego nad rzeką Desną w północnej części obecnej Ukrainy.
W XI wieku jako ruskie Księstwo siewierskie, od 1320 r. w Wielkim Księstwie Litewskim, od 1503 r. okupowana przez Księstwo Moskiewskie, jako pierwsza z ziem Wielkiego Księstwa Litewskiego. Po rozejmie w Dywilinie w 1619 Siewierszczyzna wróciła do Rzeczypospolitej należąc (północna część) do nowo utworzonego województwa smoleńskiego, a od 1635 r. (południowa część wraz z Czernihowszczyzną) do województwa czernihowskiego. W rozejmie andruszowskim 1667 r. ziemie te zostały oddane Rosji, choć urzędy wojewody smoleńskiego i wojewody czernihowskiego zostały formalnie zachowane do rozbiorów.